# Drive By (歌曲)
《Drive By》是美國樂團追隨者合唱團的一首歌曲，收錄於其第6張錄音室專輯《加州37號公路》中，於2012年1月9日作為專輯的首張單曲發行。歌曲由樂團主唱派屈克·莫納漢和挪威詞曲創作雙人組亚斯本·林德和Amund Bjørklund創作，這一團隊先前為樂團創作了熱門單曲《Hey, Soul Sister》。音樂上，《Drive By》是一首流行搖滾歌曲，其樂器編成包括“原聲吉他即興段和充滿疊句的旋律”。主唱派屈克·莫納漢在歌曲中以“唱谈清哼”的方式演唱。歌曲的和弦進程為I-V-vi-IV進程。
《Drive By》發行後收穫了《告示牌》的好評。商業上，歌曲在美國《告示牌》百强单曲榜最高排第10名，在該國已獲得超過200萬銷量，於2012年7月23日被美國唱片業協會認證為雙白金唱片。在英國，歌曲以502,700份銷量成為2012年該國第23暢銷的單曲。國際上，歌曲在13國進入了前10名。
歌曲的音樂錄影帶於2012年2月15日在YouTube發佈。追隨者合唱團在電視劇《90210》的《Blood Is Thicker Than Mud》一集中現場表演了歌曲。此外，樂團還在《芝麻街》的一集中和艾蒙與Count von Count一起表演了歌曲的戲仿版本《Five By》。

## 曲目列表
數位下載
1. "Drive By" – 3:18

CD單曲
1. "Drive By [Song Edit]" – 3:21
2. "To Be Loved" (Pat Monahan, David Hodges（英语：David Hodges）) – 3:41

## 榜單
| 榜單（2012年）                            | 最高 排位 |
| ----------------------------------------- | --------- |
| 澳大利亚（澳大利亚唱片业协会單曲榜）      | 13        |
| 奥地利（Ö3四十强单曲榜）                  | 5         |
| 比利时佛兰德（Ultratop五十强单曲榜）      | 21        |
| 比利时瓦隆（Ultratop五十强单曲榜）        | 29        |
| 加拿大（Canadian Hot 100）                | 11        |
| 捷克（電台百強單曲榜）                    | 2         |
| 丹麥（Hitlisten单曲榜）                   | 5         |
| 芬兰（芬蘭官方單曲榜）                    | 3         |
| 法国（法國唱片出版業公會單曲榜）          | 31        |
| 德国（德國官方單曲榜）                    | 3         |
| 德國（德國電台榜）                        | 1         |
| 匈牙利（四十强电台榜）                    | 1         |
| 愛爾蘭（愛爾蘭唱片音樂協會单曲榜）        | 8         |
| 意大利（意大利音乐产业联盟单曲榜）        | 3         |
| 黎巴嫩（黎巴嫩官方二十強榜）              | 1         |
| 盧森堡（《告示牌》）                      | 5         |
| 荷兰（荷蘭四十強單曲榜）                  | 4         |
| 新西兰（新西兰唱片音乐协会单曲榜）        | 3         |
| 挪威（世道單曲榜）                        | 4         |
| 波蘭（波蘭百大電台榜）                    | 3         |
| 蘇格蘭（官方榜单公司單曲榜）              | 4         |
| 斯洛伐克（電台百強單曲榜）                | 2         |
| 韓國（Gaon音乐榜）                        | 85        |
| 西班牙（西班牙音樂製作協會）              | 12        |
| 瑞典（瑞典最熱榜）                        | 3         |
| 瑞士（瑞士热门音乐榜）                    | 1         |
| 英國（官方榜单公司單曲榜）                | 6         |
| 美国（《告示牌》百大單曲榜）              | 10        |
| 美國（《告示牌》Adult Alternative Songs） | 7         |
| 美國（《告示牌》成人當代單曲榜）          | 1         |
| 美國（《告示牌》Adult Pop Airplay）       | 2         |
| 美國（《告示牌》Hot Rock Songs）          | 40        |
| 美國（《告示牌》Pop Airplay）             | 12        |

| 榜單（2012年）               | 最高 排位 |
| ---------------------------- | --------- |
| 德國（媒體控制榜）           | 41        |
| 匈牙利（四十強電台榜）       | 3         |
| 英國（官方榜單公司單曲榜）   | 23        |
| 美國（《告示牌》百強單曲榜） | 19        |

## 銷售認證
| 地區                                                       | 认证    | 认证单位/销量 |
| ---------------------------------------------------------- | ------- | ------------- |
| 澳大利亚（澳大利亚唱片业协会）                             | 2× 白金 | 140,000^      |
| 奥地利（國際唱片業協會奧地利分會）                         | 金      | 15,000*       |
| 加拿大（加拿大音乐协会）                                   | 3× 白金 | 30,000^       |
| 丹麦（國際唱片業協會丹麥分會）                             | 金      | 15,000^       |
| 德国（聯邦音樂產業協會）                                   | 金      | 150,000^      |
| 意大利（意大利音乐产业联盟）                               | 2× 白金 | 60,000*       |
| 荷兰（荷蘭音像製品製作與進口協會）                         | 白金    | 20,000^       |
| 新西兰（新西兰唱片音乐协会）                               | 白金    | 15,000*       |
| 瑞典（瑞典唱片業協會）                                     | 4× 白金 | 160,000‡      |
| 英国（英国唱片业协会）                                     | 白金    | 705,982       |
| 美国（美國唱片業協會）                                     | 3× 白金 | 3,000,000*    |
| *僅含認證的實際銷量 ^僅含認證的出貨量 ‡僅含認證的+實際銷量 |         |               |

## 發行歷史
| 國家 | 日期          | 形式     | 廠牌                   |
| ---- | ------------- | -------- | ---------------------- |
| 美國 | 2012年1月10日 | 數位下載 | 哥伦比亚唱片、索尼音樂 |
| 德國 | 2012年3月23日 | CD單曲   | 哥伦比亚唱片、索尼音樂 |
| 英國 | 2012年4月16日 | 數位下載 | 哥伦比亚唱片、索尼音樂 |